# Biscutella sempervirens
Biscutella sempervirens é uma espécie de planta com flor pertencente à família Brassicaceae. 
A autoridade científica da espécie é L., tendo sido publicada em Mant. Pl. Altera 255. 1771.

## Portugal
Trata-se de uma espécie presente no território português, nomeadamente os seguintes táxones infraespecíficos:
- Biscutella sempervirens subsp. vicentina - presente em Portugal Continental. Em termos de naturalidade é endémica da Península Ibérica. Encontra-se protegida por legislação portuguesa ou da Comunidade Europeia, nomeadamente pelo Anexo II e IV da Directiva Habitats.